# Fernando Peralt Montagut
Fernando Peral Montagut (Barcelona, 28 de gener de 1937 - València, 30 d'abril de 2017) fou un historiador valencià, pioner en l'estudi de l'esport, especialment el futbol, en terres valencianes. Col·laborà al periòdic Los Deportes i va dedicar llibres al València CF, Llevant UE, Hèrcules CF, Vila-real CF, Onda, Gandia, Ontinyent i Bunyol. Destaca la Història del Futbol Valencià, amb informació dels equips valencians que havien participat en competicions no-regionals. En el moment del seu falliment, el València CF li va rendir homenatge i l'equip va jugar un partit de lliga amb braçalet negre.